# Епархия Палаккада
Епархия Палаккада (лат. Eparchia Palghatensis) — епархия Сиро-малабарской католической церкви c центром в городе Палаккад, Индия. Епархия Палаккада входит в митрополию Тричура. Кафедральным собором епархии Палаккада является церковь святого Рафаила.

## История
27 июня 1974 года Римский папа Павел VI выпустил буллу Apostolico requirente, которой учредил епархию Палаккада, выделив её из епархии Тричура. В этот же день епархия Иринджалакуды вошла в митрополию Эрнакулам — Ангамали.
18 мая 1995 года епархия Палаккада вошла в митрополию Тричура.

## Ординарии епархии
- епископ Joseph Irimpen (27.06.1974 - 1.12.1994);
- епископ Jacob Manathodath (11.11.1996 - по настоящее время).

## Источник
- Annuario Pontificio, Ватикан, 2007
- Булла Apostolico requirente, AAS 66 (1974), стр. 472  (лат.)